# Conversión al chiismo de Irán
Tras su ascenso al poder en Irán en el siglo XVI, la dinastía safávida inició una campaña de conversión forzosa contra la población irania, buscando crear un nuevo ambiente demográfico en el que el islam chiita reemplazaría al sunita como la mayoría religiosa de la nación. En el transcurso de los tres siguientes siglos, los safávidas (que eran duodecimanos) persiguieron duramente a suníes, judíos, cristianos y otros grupos religiosos, y con el tiempo transformaron a Irán en un bastión espiritual del islam chiita. Este proceso llevó a hostilidades con los vecinos de Irán, de mayoría sunita, de manera más notable el Imperio otomano. Adicionalmente, la campaña safávida buscó asegurar el dominio duodecimano entre los chiitas, particularmente con respecto al zaidismo y al ismailismo, cada uno de los cuales había experimentado previamente sus propias eras de dominio sectario. Por medio de sus acciones, los safávidas lograron establecer la secta chiita como la religión oficial de su imperio, marcando un punto de inflexión significativo en la historia islámica, que había estado dominada universalmente por los sunitas hasta ese período. Marcó también un importante punto de inflexión en la historia de Irán, constituyendo el primer cambio demográfico de la nación desde la conquista musulmana de Persia en el siglo VII.
Como resultado directo de la campaña safávida de conversión, el chiismo sigue siendo dominante entre las poblaciones de Irán y Azerbaiyán,  teniendo este último país el segundo porcentaje más alto de chiitas del mundo detrás del propio Irán.

## Irán pre-safávida
Tras la conquista árabe de Persia y su conversión al islam, la población de Irán era mayoritariamente sunita, de las escuelas de jurisprudencia shafi'i  y hanafí hasta el triunfo de los safávidas (quienes de hecho habían sido originalmente sufíes shafi'ítas). Irónicamente, esto fue tan así que hasta finales del siglo XV el Imperio otomano (el estado sunita más poderoso y prominente, así como el futuro archienemigo de los safávidas chiitas) solía enviar a muchos de sus ulama (eruditos islámicos) a Irán a que continuaran su educación en el islam sunita, debido a la falta de madrasas (escuelas islámicas) dentro del Imperio Otomano mismo. Persia era también una sede de pensamiento suní. Los iranios sunitas siempre habían tenido en alta estima a la familia del Profeta Mahoma. En contraste, apenas había una minoría de iraníes chiitas antes del período safávida, y relativamente pocos ulemas chiitas en Irán.
Durante los siglos XIV y XV, el actual Irán había sido conquistado por Tamerlán, un señor de la guerra de linaje turcomongol, y era parte del Imperio timúrida.Para 1467, sin embargo, la dinastía timúrida había perdido la mayor parte de Persia a manos de la confederación de los Ak Koyunlu.

## Periodo safávida

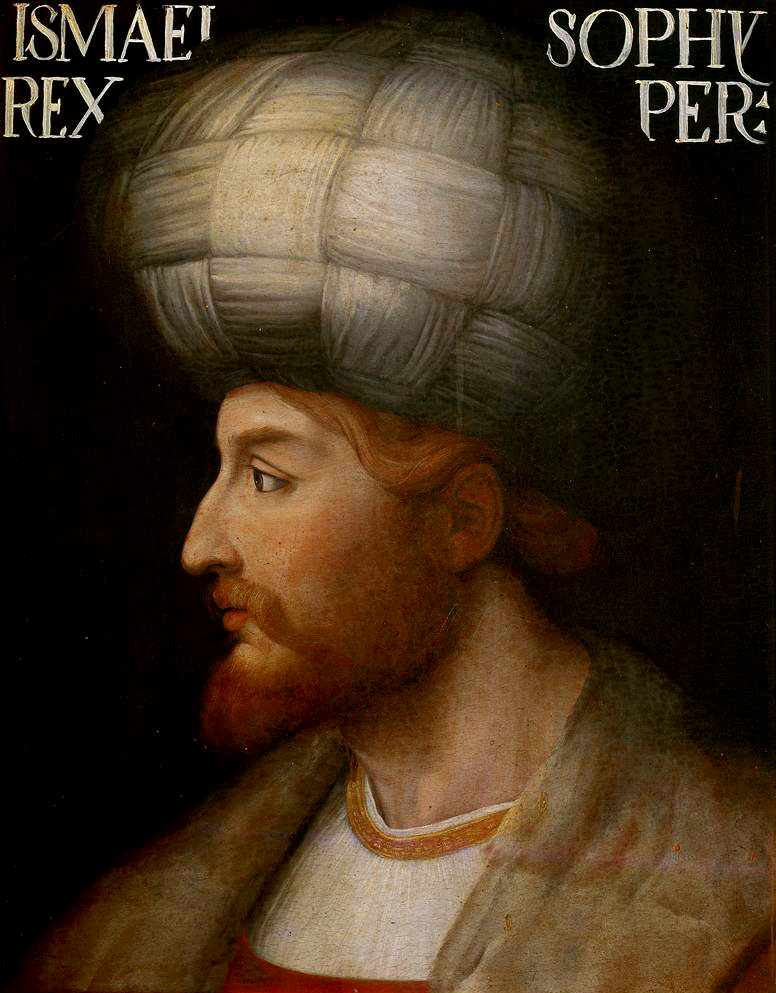
Sha Ismaíl I, jeque de la tariqaSafaviyya, fundador de la dinastía safávida de Irán y comandante en jefe de los ejércitos qizilbash del Imperio safávida.

Tras el declive del Imperio timúrida (1370-1506), Irán quedó políticamente dividido, dando origen a una serie de movimientos religiosos. La desaparición de la autoridad política de Tamerlán creó un espacio en el que varias comunidades religiosas, particularmente chiitas, pudieron pasar a primer plano y ganar prominencia. Entre ellas se encontraban varias tariqas (hermandades) sufíes, los hurufís, los nuqtavís y los musha'sha'iyyah.  Una de estas tariqas sufíes era la de los Safaviyya (safávidas), originada como un linaje hereditario de jeques sufíes centrado en Ardabil, bajo la escuela Shafi'i del islam sunita, y probablemente de origen kurdo.La transformación de los safávidas de una tariqa sunita a un grupo político-militar chiita empezó con Khoja Ala-ad-din Ali Safaví (m. 1429 d. C.), nieto del fundador de la tariqa, Safi al-Din. Tamerlán había favorecido a la tariqa eximiendo de impuestos sus tierras alrededor de Ardabil (la tariqa había gozado ya de favores por parte del Ilkanato previo), pero en 1402, a petición de Khoja, decidió dejar en su custodia los cautivos que había capturado en la batalla de Angora, muchos de los cuales eran seguidores de un chiismo sincrético (ghulat), que al parecer Khoja aceptó cuando estos cautivos se convirtieron en el núcleo del poder militar safávida.El nieto de Khoja, Ŷunayd (m. 1460), quinto jeque de la tariqa, había adoptado completamente el chiismo, y a la usanza ghulat empezó a declarar que era una encarnación divina. Ŷunayd lanzó una fallida campaña militar contra Georgia. El hijo y sucesor de este, Haydar continuó la tendencia a afirmar su origen divino y sus intentos bélicos, y a quien se atribuye dotar a sus tropas de sus distintivos turbantes rojos, que les ganaron el nombre de qizilbash (lit., «cabezas rojas»). Estos estaban formados por una gama diversa de fervorosos nómadas chiitas, principalmente turcomanos, y solían prostarse devotamente ante Haydar.

### Conquistas de Ismaíl I
A finales del siglo XV, el jeque Ismaíl, hijo y sucesor de Haydar, logró reunir a unos 7 000 soldados qizilbash en Erzincan (actual Turquía), para iniciar una campaña de conquista en venganza por la muerte de su padre, que había sido asesinado en 1488 a manos de Farrukh Yassar, shirvanshah de Shirván. Ismaíl se autoproclamó una reencarnación del Imam Ali, el duodécimo imam reaparecido, y la divinidad misma.
Tras conquistar Shirván, entre los años 1500 y 1502, Ismaíl conquistó Tabriz en Irán, así como Armenia, Azerbaiyán y partes de Daguestán (Cáucaso Norte, actualmente parte de Rusia). Tras proclamarse Sha, Ismaíl I también proclamó el chiismo imamí (duodecimano) como religión oficial y obligatoria de Irán. Impuso esta nueva norma por medio de la espada, disolviendo las cofradías suníes, destruyendo santuarios sunitas, y ejecutando a todo aquel que se negara a acatar el chiismo recién implantado.
Le tomaría la mayor parte de la siguiente década consolidar su control sobre Irán, en donde la mayoría de la población persa era todavía sunita. Su ejército se extendió primero a las regiones centrales de Irán en 1504. Capturó el suroeste entre 1505 y 1508 antes de conquistar finalmente la región de Jorasan y la ciudad de Herat en 1510. De acuerdo con Daniel W. Brown, Isma'il fue «el gobernante [chiíta] más exitoso e intolerante desde la caída de los fatimíes». Parece que su objetivo era la destrucción total del islam sunita, y logró en gran medida ese objetivo en las tierras que gobernaba. Su odio hacia los sunitas no tenía límites y su persecución contra ellos fue despiadada. Ismaíl I exigió que los tres primeros califas Abu Bakr, Umar y Uthmán fueran maldecidos ritualmente, abolió tariqas sufíes sunitas, se apoderó de sus propiedades y dio a los ulemas suníes la opción de convertirseal chiismo, morir o exiliarse. Se trajeron eruditos chiitas de otras regiones para que ocuparan su lugar.

### Políticas religiosas
En comparación con la mayoría de las dinastías musulmanas, los safávidas trabajaron mucho más por la conversión a su rama del islam así como por una conformidad ideológica. Los motivos de esta severa política de conversión incluyeron:
- Ismaíl y sus seguidores querían dar a Irán y a las tierras safávidas una identidad tan distinta y única como fuera posible en comparación con sus dos enemigos políticos y militares turcos suníes vecinos: su archirrival el Imperio otomano y, por un tiempo, los uzbekos de Asia Central, al oeste y al noreste, respectivamente.[19][20][21]
- Los safávidas estaban inmersos en una larga lucha con los otomanos (las guerras otomano-persas) y esta lucha motivó a los safávidas a crear una identidad iraní más cohesiva para contrarrestar la amenaza otomana, y eliminar una posible quinta columna dentro de Irán entre sus súbditos suníes.[22]
- La conversión fue parte del proceso de construcción de un territorio que fuera leal al Estado y sus instituciones, permitiendo así a estos a consolidar su dominio en todo el territorio.[23]

#### Métodos de conversión forzosa al Islam chiita
Ismaíl consolidó su dominio sobre el país y lanzó una campaña exhaustiva y, en ocasiones, brutal para convertir a la población mayoritariamente sunita al chiismo imamí (duodecimano) y transformar de esa manera el panorama religioso de Irán. Sus métodos para convertir a Irán incluyeron:
- Imposición del chiismo como religión estatal y obligatoria para toda la nación y gran conversión forzosa de sufíes sunitas iraníes al chiismo.[22][16]
- Reintrodujo la figura del Sadr (líder), oficina que era responsable de supervisar las instituciones y dotaciones religiosas. Con vistas a transformar Irán en un Estado chiita, al sadr también se le asignó la tarea de difundir la doctrina duodecimana.[25]
- Destruyó mezquitas suníes. Esto incluso fue notado por Tomé Pires, el embajador portugués en China que visitó Irán entre 1511 y 1512, quien al referirse a Ismail señaló: «Él (es decir, Ismail) reforma nuestras iglesias, destruye las casas de todos los moros que siguen (la Sunna de) Mahoma…»[26]
- Ordenó que en todas las mezquitas se hiciera el ritual de maldición de los tres primeros califas suníes (Abu Bakr, Umar y Uthmán) como usurpadores, disolvió las tariqahs suníes y se apoderó de sus bienes, utilizó el patrocinio estatal para desarrollar santuarios, instituciones y arte religioso chiitas e importó académicos chiitas para que reemplazaran a los suníes.[27][28][29]
- Mató a suníes y destruyó y profanó sus tumbas y mezquitas. Esto provocó que el sultán otomano Bayezid II (que inicialmente felicitó a Ismaíl por sus victorias) aconsejara y pidiera al joven monarca (de manera «paternal») que detuviera las acciones anti-sunitas. Sin embargo, Ismaíl, que era fuertemente antisunita, ignoró la advertencia del sultán y continuó difundiendo la fe chiita con la espada.[30][31]
- Persiguió, encarceló, exilió y ejecutó a los suníes que se resistían obstinadamente.[32][33]
- Con el establecimiento del gobierno safávida, hubo una festividad muy ruidosa y colorida, casi parecida a un carnaval, el 26 de Dhu al-Híyyah (o alternativamente, el 9 de Rabi' al-Awwal), celebrando el Umar Kushan («asesinato de Umar») por Abu Lu'lua. Lo más destacado del día fue hacer una efigie de Umar para que fuera maldecida, insultada y finalmente quemada. Sin embargo, a medida que mejoraron las relaciones entre Irán y los países suníes, la festividad dejó de observarse (al menos oficialmente).[34]
- En 1501, Ismaíl invitó a todos los chiitas que vivían fuera de Irán a volver a Irán y tener la seguridad de estar protegidos de la mayoría sunita.[35]

### Factores adicionales en la conversión al chiismo
Varios otros factores también influyeron en la impregnación del chiismo en la cultura persa. En primer lugar, la peregrinación (ziyarat) a santuarios de sufíes eminentes había sido muy común en tiempos previos a la era safávida, con fines tales como hacer votos o buscar intercesión. Con el ascenso del chiismo safávida ahora las emāmzā das (tumbas de los descendientes de los imanes) se convirtieron en el foco alentado de tales peregrinaciones. Entre los lugares sagrados, el más importante era el santuario del imán Ali al-Reżā en Mashhad y el complejo de edificios que lo rodeaba. Ya muy adornado por los últimos timúridas, era objeto de especial atención por parte del sha Abás, cuyas peregrinaciones a pie al santuario constituyeron una forma inspirada de propaganda dinástica. Qom, lugar del entierro de Fátima bint Musa, hermana del imán Reza, ocupaba el segundo lugar después de Mashhad como destino de peregrinación, pero quedó eclipsada por Isfahán como centro de aprendizaje a pesar de su anterior prominencia en el desarrollo de la erudición chiita. Al igual que Mashhad, Qom fue objeto de la atención real en el período safávida, y cuatro gobernantes sucesivos eligieron ser enterrados allí: Ṣafi (m. 1642 d. C.), Abbás II (m. 1077/1666), Solimán (m. 1694 d. C.) y Husséin (m. 1722 d. C.).
El calendario también tuvo un papel discernible en la asimilación popular del chiismo. La conmemoración del martirio del Imam Husáin en Ashura, el décimo día del mes de Muharram, llegó a convertirse efectivamente en la ocasión religiosa más importante del año, marcada por ceremonias de lamento que se hicieron cada vez más elaboradas a lo largo del periodo safávida, culminando en las demostraciones dramáticas conocidas como taʿzia. El Eid al-Ghadir, conmemoración del día en el que según la creencia chita el Profeta nombró a Ali como su sucesor, también era ampliamente celebrado.

## El destino de los eruditos suníes y chiitas

### Masacre de eruditos suníes iraníes
Los primeros gobernantes safávidas tomaron una serie de medidas contra los ulemas sunitas de Irán, que incluyeron darle a estos la opción de convertirse, morir o ser exiliados. Asimismo, masacraron a los clérigos sunitas que se resistieron la transformación chiita de Irán, como fue el caso en Herat. En consecuencia, muchos eruditos suníes que se negaron a adoptar la nueva dirección religiosa perdieron sus vidas o huyeron a los estados suníes vecinos. 

### Inmigración de eruditos árabes chiitas
Tras la conquista, Ismaíl empezó a transformar el panorama religioso de Irán imponiendo el chiismo duodecimano a la población. Puesto que la mayor parte de la población era sunita y una versión educada del chiismo era escasa en Irán en ese momento, Ismaíl decidió traer al país un nuevo cuerpo de ulamas chiitas desde los centros chiitas tradicionales de tierras de habla árabe, en su mayoría de Yabal Amil (sur del Líbano), Monte Líbano, Siria, Arabia oriental y el sur de Irak, con el fin de crear un estado clérigo. Ismaíl les ofreció tierras y dinero a cambio de que le juraran lealtad. Estos ulamas enseñaban la doctrina del chiismo duodecimano y la hicieron asequible a la población, y alentaron enérgicamente la conversión al chiismo. Enfatizando lo escaso que era el chiismo imamí (duodecimano) entonces en Irán, un cronista afirma que sólo se pudo encontrar un texto chiita en Tabriz, la capital de Ismaíl. Por lo tanto, es cuestionable si Ismaíl y sus seguidores hubieran logrado obligar a un pueblo entero a adoptar una nueva fe sin el apoyo de ulamas árabes chiitas. Los gobernantes de la Persia safávida también invitaron a tales ulamas chiitas extranjeros a sus cortes para dar legitimidad a su propio gobierno sobre el territorio de Persia.Además, al menos inicialmente, tales ulamas no estaban conectados con ninguna de las facciones militares o burocráticas con las que los safávidas tenían que lidiar.
Ulamas de Yabal Amil empezaron a viajar a Persia ya en tiempos de Ismaíl I. El más importante de estos primeros ulamas fue Ali Karaki Mojaqqeq, nacido en Al Karak, quien tomó la iniciativa de visitar en persona a Ismaíl en Isfahán en 1504, y seis años después fue invitado por el sah a las ciudades aún muy sunitas de Herat y Mashhad a que ayudara a propagar el chiismo allí.La influencia de Karaki se consolidó durante el reinado de Tahmasp I, hijo y sucesor de Ismaíl, quien le otorgó tierras y títulos como el de moytajed al-zamān (jurista de la era) o nāʾeb al-Emām (diputado del Imam [Oculto]). Tahmasp llegó incluso a afirmar que Karaki tenía más derecho a ser rey que él mismo, lo que brindaba al monarca una suerte de legitimidad religiosa, mediada del Imam Oculto por Karaki, a la vez que ponía a este último como el primero de una jerarquía de líderes chiitas. Karaki y los demás ulamas importados tenían una tarea doble en su propagación del chiismo: normalizar esta fe profesada por los safávidas y sus tropas, y persuadir a los sunitas de la veracidad del chiismo imamí.
Durante su reinado, Abás I de Persia importó más ulamas árabes chiitas a Irán, y construyó instituciones religiosas para ellos, entre ellas muchas madrasas (escuelas religiosas). Los convenció con éxito para que participaran en el gobierno, algo que habían rechazado en el pasado (siguiendo la doctrina del imán oculto).

## Conversiones más allá de Irán

### Azerbaiyán
Tras conquistar Tabriz en Irán, junto con Azerbaiyán, el sur de Daguestán y Armenia entre 1500 y 1502, uno de los primeros actos de Ismaíl fue declarar el chiismo imamí como religión estatal, a pesar del predominio de sunitas en los territorios recién adquiridos. Tras la declaración, se lanzó una campaña de conversión y los pueblos musulmanes del Cáucaso se vieron sometidos a fuertes presiones para que aceptaran el chiismo. La imposición del chiismo fue particularmente dura en Shirván, donde fue masacrada una gran población sunita. De esta manera, la población de Azerbaiyán se convirtió por la fuerza al chiismo a comienzos del siglo XVI, al mismo tiempo que la población del actual Irán, cuando los safávidas controlaban el país. El Azerbaiyán moderno contiene aún la segunda población más grande de chiitas por porcentaje, justo por debajo de Irán, y los dos, junto con Irak y Baréin, son los únicos países donde la mayoría de la población es, al menos nominalmente, chiita.

### Irak
Ismaíl capturó Bagdad en 1508. No obstante, sus ejércitos mataron celosamente a sunitas y los persiguieron activamente a través de aliados tribales del Sha. Sus ejércitos destruyeron también varios sitios suníes importantes, entre ellos las tumbas de Abū Ḥanīfah y Abdul-Qadir Gilani. Los safávidas expulsaron incluso a la familia de Gilani de Mesopotamia. Tras declarar el chiismo como la forma oficial del islam en Irak, Ismaíl obligó a sus nuevos súbditos iraquíes a convertirse al chiismo y prohibió las prácticas sunitas. Luego regresó a Persia. Estas acciones de los conquistadores safávidas llevaron a que los sunitas mesopotámicos se enfurecieran de resentimiento.

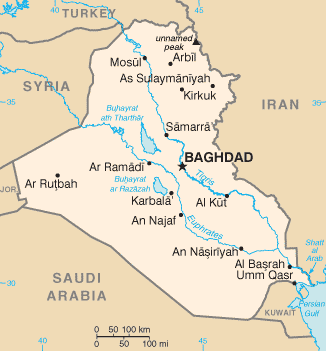
Mapa de Irak

De igual manera, bajo Tahmasp I, el centro y el sur de Irak, incluyendo Bagdad y Basora, habían permanecido en manos safávidas y se estaban haciendo esfuerzos para establecer el chiismo en lugar del sunismo en estas tierras. Los ulamas sunitas que se negaban a aceptar las doctrinas chiitas eran ejecutados, y las tumbas y santuarios sunitas fueron destruidos de nuevo, mientras que las mezquitas principales pasaron a ser de uso exclusivo de los chiitas. Si bien no fueron masivas, se produjeron algunas conversiones, y quienes permanecieron fieles al sunismo fueron víctimas de persecución hasta que Solimán el Magnífico expulsó a los safávidas de la mayor parte de Irak.
Cuando los safávidas regresaron en 1624 bajo el reinado de Abás I de Persia y reconquistaron Bagdad, masacraron una vez más a lo habitantes sunitas.

## Figuras significativas de la campaña

### Ismaíl II
El reinado de Ismaíl II (1576-1577) estuvo marcado por una política prosunita. Con la ayuda de Majdum Sharifi Shirazi, el nuevo sadr, Ismaíl II se esforzó en revertir las prácticas antisunitas entre la población. De manera más específica, se esforzó por poner un alto a la difamación pública de Aisha así como a las maldiciones rituales de Abu Bakr, Umar y Uthmán (incluyendo prohibir a los tabarrā'iyān, o tabaqa-yi tabarrā'i, cuyo trabajo oficial era maldecir en público a tales figuras y a otros supuestos enemigos de la Ahl ul-Bayt), que habían surgido durante el comienzo del gobierno safávida.
Algunos motivos pueden dar cuenta del enfoque de Ismaíl II hacia la propaganda antisunita. Uno de las principales era que tenía un sumo interés en cumplir con una de las demandas otomanas del acuerdo de la Paz de Amasya concluida en 1555, que ordenaba el fin del vilipendio de los tres primeros califas ortodoxos sunitas, aplacando de esta manera a los otomanos y solidificando su propia posición personal. Otro motivo fue su intento de debilitar a los clérigos en tanto intentaba exigir por la fuerza concesiones de tierras a  los sayyids y ulemas chiitas. El sha también se enfrentó con la tribu ustaylu y varios emires qizilbash que se habían aliado con los clérigos. Así, la denuncia pública de emblemas sunitas se convirtió en un escenario en el que se desarrolló esta lucha de poder entre el sah y el grupo clérigo- qizilbash.
El sha esperaba debilitar el atractivo público de los clérigos amilitas, quienes administraban las maldiciones rituales contra los tres primeros califas suníes entre los iraníes, además de fomentarlas. Su coqueteo con los sunitas pretendía también alcanzar a las simpatías sunitas entre los persas, todavía fuertes. A pesar de rechazar rápidamente las políticas de Ismaíl II, la mayoría de los ulemas, así como el centro político-militar, evitaron una confrontación con él, incluso aunque el sah decidió nombrar a ulemas con inclinaciones sunitas tales como Mawlana Mirza Yan Shirazi o Mir Majdum Lalaen, lugar de fervorosos eruditos chiitas como los astarabadíes. Ismaíl II también quiso suprimir los nombres inscritos de los Doce imanes en las monedas safávidas, pero su intento fracasó.

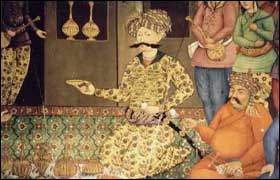
el sha Abás I entretiene al Vali Muhammad Khan de Bujará. Fresco en el techo de Chehel Sotún

### Abás I
El chiismo no se estableció plenamente en Irán sino hasta el reinado de Abás I de Persia (1587-1629). Abás odiaba a los sunitas y obligó a la población a aceptar el chiismo imamí. De esta manera, para 1602 la mayoría de los antiguos sunitas de Irán habían aceptado el chiismo. No obstante, un número importante de ellos no aceptaba el gobierno safávida, lo que llevó a Abás a instituir una serie de cambios administrativos para transformar aún más a Irán en un Estado chiita duodecimano.

### Muhammad Baqir Maylisi
En el siglo XVII, bajo la dirección del clérigo chiita Muhammad Baqir Maylisi (1616-1698, uno de los más importantes de todos los tiempos), y quien se dedicó entre otras cosas a la erradicación del sunismo en Irán, el estado safávida hizo grandes esfuerzos de persianización de la práctica y cultura chiitas con el fin de facilitar su difusión entre la población sunita en Irán.Fue sólo bajo Maylisi que el chiismo realmente se afianzó entre las masas.

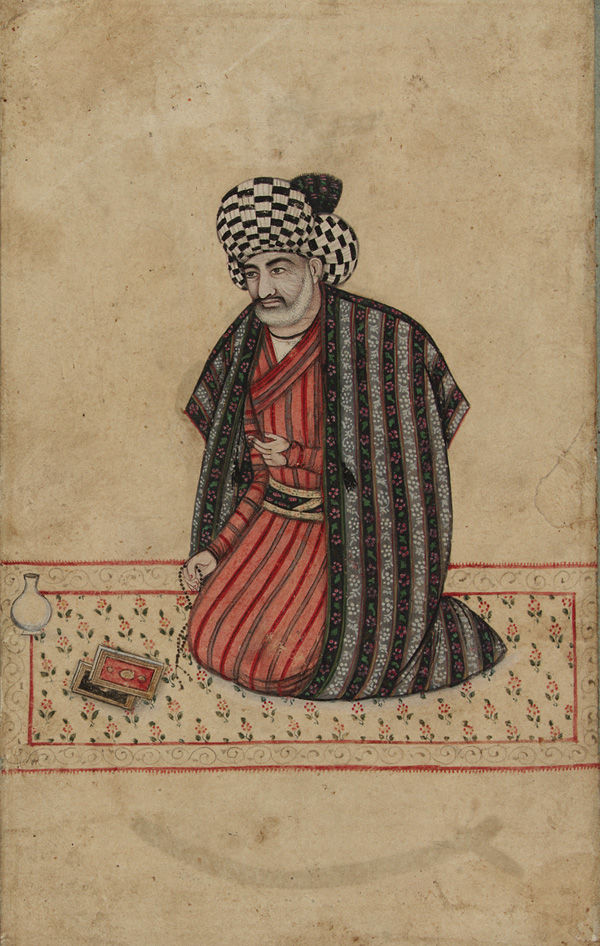
Retrato de Alamé Muhammad Baqir Maylisi.

#### Surgimiento de una aristocracia clerical
A raíz de la relativa inseguridad de la propiedad privada en Persia, muchos propietarios aseguraron sus tierras donándolas al clero como «vaqf» (caridad pública). De esta manera conservarían la propiedad oficial a la vez que protegerían sus tierras de ser confiscadas por comisionados reales o gobernadores locales, siempre y cuando un porcentaje de los ingresos de la tierra fuera a los ulama y a las organizaciones cuasi-religiosas lideradas por derviches (futuvva). De manera cada vez más frecuente, miembros de la clase religiosa, en particular los muytahids y los sayyids, obtuvieron propiedad completa de estas tierras y, de acuerdo con el historiador contemporáneo Iskandar Munshi, Persia comenzó a presenciar el surgimiento de un nuevo e importante grupo de terratenientes clericales.

### Sultán Husséin
Durante el reinado del último sha safávida efectivo, el sultán Husséin (r. 1694-1722), muchos disturbios religiosos y rebeliones acaecieron por motivos religiosos en el estado safávida. Entre los intereses extranjeros, décadas de desgobierno por parte de shas incapaces, guerras interminables contra los turcos otomanos archirrivales de los safávidas, y el ascenso del Imperio ruso como nuevo rival imperial, el Estado safávida se vio en caos y entró en declive. Los disturbios y rebeliones religiosas fueron provocados en particular por su nefasta persecución a los sunitas que vivían bajo su control. Estos problemas contribuyeron a una desestabilización aún mayor del imperio safávida (hacia los últimos años de su existencia) y fueron factores contribuyentes a llevar a los safávidas a una crisis existencial.
A pesar del fuerte declive del Estado safávida, fue el hecho de que el sultán Husséin intentara convertir por la fuerza a sus súbditos afganos sunitas al chiismo en los territorios safávidas más orientales en el sur de Afganistán, lo que provocó que Mirwais Kan Hotak, jefe de los afganos ghilzai, iniciara en 1709 una rebelión en la región de Kandahar. Mirwais y sus afganos sunitas mataron al gobernador safávida, Jorge XI de Kartli, junto con los ejércitos del sha, y liberaron el área afgana del dominio chiita. La declaración de independencia en Kandahar en 1709 fue un punto de inflexión al que siguió la conquista de Herat a manos de los afganos ghilzai en 1715 y la invasión de Irán. En el mismo transcurso de la década de 1710, se produjeron otros numerosos levantamientos e insurrecciones en otras áreas de los dominios safávidas, a menudo inspirados por las persecuciones instigadas contra las minorías no chiitas por parte de los ulemas chiitas safávidas, tales como el saqueo de Shamakhi (1721), en el noroeste del dominio safávida, que se saldó con la masacre de miles de sus habitantes chiitas. Mir Mahmud Hotaki, el hijo de Mirwais, derrotó a los safávidas en la batalla de Gulnabad (1722), y marchó hacia el oeste para asediar y capturar su capital, Isfahán, con lo que puso fin efectivamente a la dinastía safávida.

### Nader Shah

Retrato de Nader Shah de la colección del Instituto Smithsoniano.

El 8 de marzo de 1736, el sunita Nader Shah fue coronado como Shah de Irán. Nader creía que el islam chiita safávida había intensificado el conflicto con el Imperio otomano sunita, y quería que Irán adoptara una forma de religión que fuera más aceptable a los sunitas. Nader hizo un acuerdo con ciudadanos notables y con el clero de que solo asumiría este cargo si prometían abstenerse de maldecir a Umar y a Uthmán, si evitaban autoflagelarse en el Festival de Ashura, y si aceptaban las prácticas sunitas como legítimas. Sugirió que Irán adoptara una forma de chiismo que llamó «Yaafarí», en honor del sexto imán chiita, Ŷaʿfar as-Sadiq. Se trataba una política religiosa original, destinada a debilitar el poder chiita, promover su propio gobierno en tierras suníes fuera de Irán y hacer del chiismo una quinta escuela del islam sunita ortodoxo, la quinta de las cuatro madh'hab (escuelas de jurisprudencia) ya existentes, que se llamaría Yaafari Madh'hab. 
El abandono del chiismo ortodoxo era necesario como eje de un tratado de paz que quería concluir con los sunitas otomanos y probablemente también pretendía disminuir el prestigio religioso de la casa safávida y convertirse en una figura más atractiva para las poblaciones sunitas de áreas que planeaba conquistar. Además, la mayoría de las tropas de Nader eran afganos sunitas, turcomanos esteparios, caucásicos, kurdos y baluchíes de Jorasán y georgianos y armenios cristianos, y creía que sus propias creencias pro-sunitas habían alienado a sus soldados iraníes chiitas, que incluían a los turcomanos chiitas y a soldados de etnia persa del centro y oeste de Irán, quienes formaban parte de los partisanos safávidas.Nader hizo varios intentos de reconciliar las creencias chiitas de sus súbditos persas con el credo sunita y buscó que los otomanos reconocieran esta forma de chiismo como su propia secta con la posible motivación de facilitar las relaciones con los otomanos sunitas, pero posiblemente su verdadero objetivo era derrocar a los turcos uniendo al mundo musulmán con él como líder.Sin embargo, su política religiosa alimentó el descontento en el propio Irán,y su plan para establecer el chiismo como una madh'hab sunita no logró ganar el apoyo de la mayoría de la población,y la propuesta fue rechazada tanto por gobernantes suníes como chiíes.
Durante su reinado (1736-1747), Nader implementó las siguientes políticas:
- Abandonó el chiismo ortodoxo y en su lugar fundó una escuela de teología islámica mixta chiita/suní, para sumarse a las otras cuatro madh'hab (escuelas de derecho) sunitas.[91]
- Nader ordenó estrangular al principal clérigo de Persia.[92]
- Se apoyó en su ejército, que reclutaba cada vez más entre afganos suníes, kurdos, turcomanos, baluchíes y otros (que, naturalmente, se sintieron complacidos con la nueva política religiosa).[92]
- A los persas no se les ordenó simplemente que adoptaran el sunismo como se practicaba en otras partes del mundo musulmán; debían conservar su propia identidad religiosa.[92]
- Internamente, prohibió ciertas prácticas chiitas, las más extremas, típicas del período safávida temprano. Dio instrucciones a los ulemas de que iimán Ali debería ser venerado como antes, pero que la fórmula que lo nombraba representante de Dios ya no debería pronunciarse, porque había causado enemistad entre chiitas y sunitas. Externamente presentó la política como una conversión total al sunismo. En general, esta política religiosa no provocó oposición popular dentro de Persia porque la gente simplemente se adaptó.[92]
- En 1736, desde Qazvín proclamó un edicto que se envió a todo el país, imponiendo el cese de las prácticas chiitas tradicionales que eran muy ofensivas para los sunitas.[93]
- Nader hizo un gran esfuerzo en redefinir el lugar del chiismo dentro del mundo islámico trabajando para obtener el reconocimiento de las principales potencias suníes, particularmente el Imperio otomano. Intentó integrar un chiismo redefinido en la tradición sunita. Rechazó la condena chiita de los tres primeros califas suníes e impuso esa posición dentro de su reino. Además, trató de asegurar el reconocimiento otomano del chiismo duodecimano como una quinta escuela de derecho sunita, que se llamaría escuela Yaafari. Todo el modelo chiita construido sobre la idea del imanato debía ser reemplazado. Sin embargo, ni los suníes otomanos ni los principales ulemas chiitas de la época aceptaron su redefinición. [94]
- Nader alienó al clero chiita (en parte para destruir la posición influyente que ocupaban) al tratar de cerrar la brecha entre sunitas y chiitas intentando restaurar el sunismo en Irán. También confiscó grandes secciones de las tierras de donación religiosa (waqfs) pertenecientes a instituciones religiosas chiitas. Temiendo por sus vidas y sintiéndose amenazados en Irán, muchos clérigos persas buscaron refugio y asentamiento en Irak y formaron el núcleo de la infraestructura religiosa chiita que ha persistido hasta el presente alrededor de los santuarios chiitas en Irak, como Náyaf y Kerbala.[63][90][95][96]

Tras la muerte de Nader y la rápida desintegración de su imperio, el chiismo fue prontamente restaurado y se reconstruyeron propiedades religiosas en el siglo siguiente.

## Resultado histórico de las políticas de conversión de Ismaíl
La política de conversión al chiismo de Ismaíl I tuvo varios resultados históricos. Si bien la conversión no fue tan rápida como podrían sugerir las políticas forzosas de Ismail, la gran mayoría de quienes vivían en el territorio de lo que hoy es Irán y Azerbaiyán se identificaban con el chiismo para el final de la era safávida en 1722. De esta manera, la población de Azerbaiyán se convirtió por la fuerza al chiismo a principios del siglo XVI, al mismo tiempo que la población de lo que hoy es Irán, cuando los safávidas dominaban el país.De ahí que no sea casualidad que en Irán y Azerbaiyán las minorías suníes de hoy se concentren entre los grupos étnicos no persas ni azerbaiyanos que se encuentran dispersos a lo largo de las fronteras del país, con sus connacionales suníes al lado. Las fronteras actuales entre Irán, por un lado, y Afganistán y Turquía, por el otro, datan de esta época y no son étnicas sino religiosas, oponiendo a chiitas y sunitas.La mayoría sunita fue tratada brutalmente y fue la más resistente a las políticas de conversión de los safávidas, que continuaron al menos hasta el final del período safávida.  
La experiencia safávida creó en gran medida una línea clara de demarcación política y hostilidad entre el chiismo duodecimano y el sunismo, a pesar de que las diferencias doctrinales habían sido reconocidas desde hacía mucho tiempo. Antes de los safávidas, durante muchos siglos, los duodecimanos se habían adaptado políticamente a los sunitas, y numerosos movimientos religiosos combinaban ideas duodecimanas y sunitas.La llegada de Ismaíl al poder marcó el fin del islam sunita en Irán y los teólogos chiitas llegaron a dominar el establecimiento religioso.Asimismo, la organización jerárquica del clero chiita comenzó bajo Ismaíl.
El uso de la religión chiita para ejercer control no fue del todo exitoso. Esto resultó en la anexión de grandes áreas del país, pero fue seguido por siglos de conflicto entre poblaciones sunitas y chiitas, incluso después de la caída de los safávidas.Irán era un país chiita y gradualmente se convirtió en una isla aislada rodeada por un mar de sunismo. Si bien lamentan la crueldad de la conversión forzosa, los historiadores iraníes modernos generalmente coinciden en que el establecimiento de la hegemonía religiosa chiita salvó en últimas a Irán de ser incorporado al Imperio otomano. A su vez, el avance otomano en Europa sufrió (ya que tuvieron que dividir sus recursos militares) cuando el Irán safávida y las potencias europeas forjaron alianzas, como la Alianza Habsburgo-Persa, para combatir a su enemigo otomano común.
La palabra 'Safavi', que significa safávida, tal como la usan los sunitas, llegó a asociarse con cualquier grupo chiita expansionista que actuara contra los sunitas o sus intereses. Tal rótulo se usa especialmente contra Irán o grupos respaldados por Irán y ha encontrado vigencia particularmente durante la agitación sectaria en el Medio Oriente a comienzos del siglo XXI, por ejemplo en Siria, Líbano, Irak y Yemen.